# شيراكاوا (غيفو)
شيراكاوا هي قرية تقع في محافظة غيفو، اليابان.